# Amphelasma
Amphelasma es un género de escarabajos de la familia Chrysomelidae. En 1947 Barber describió el género. Esta es la lista de especies que lo componen:
- Amphelasma cavum (Say, 1835)
- Amphelasma decoratum (Jacoby, 1887)
- Amphelasma granulatum (Jacoby, 1887)
- Amphelasma junctolineum (Bowditch, 1911)
- Amphelasma maculicolle (Jacoby, 1887)
- Amphelasma nigrolineatum (Jacoby, 1878)
- Amphelasma sexlineatum (Jacoby, 1887)
- Amphelasma smithi (Jacoby, 1892)
- Amphelasma trilineatum (Jacoby, 1887)
- Amphelasma unilineatum (Jacoby, 1887)
- Amphelasma unistriatum (Jacoby, 1887)